# Silvestrini (azienda)
Silvestrini è stata un'azienda di moda italiana, che produceva cappelli di feltro, fondata da Luigi Silvestrini, nel 1802 a Fabriano nelle Marche.

## Storia
Il cappellificio ecclesiastico Luigi Silvestrini è stata un'azienda specializzata nella produzione di cappelli e accessori liturgici per il clero e per le cerimonie religiose. Fondata nel XIX secolo, la ditta per oltre un secolo è stata un'eccellenza artigianale  nella realizzazione dei propri prodotti. I cappelli e le cuffie realizzati da Luigi Silvestrini furono apprezzati per la loro qualità e per il loro design classico ed elegante, utilizzati per l'abbigliamento liturgico e per le celebrazioni sacre in Italia ed esportati all'estero. L'azienda smise la produzione sul finire degli anni '60.